# Solpugyla
Genre
Solpugyla est un genre de solifuges de la famille des Solpugidae.

## Distribution
Les espèces de ce genre se rencontrent en Afrique subsaharienne.

## Liste des espèces
Selon Solifuges of the World (version 1.0) :
- Solpugyla centralis (Hewitt, 1927)
- Solpugyla darlingi (Pocock, 1897)
- Solpugyla globicornis (Kraepelin, 1899)
- Solpugyla katangana Roewer, 1933
- Solpugyla kigoma Roewer, 1961
- Solpugyla maestrii Caporiacco, 1939
- Solpugyla masienensis (Lawrence, 1929)
- Solpugyla scapulata Roewer, 1933
- Solpugyla umtalica (Hewitt, 1914)
- Solpugyla vassei Roewer, 1933

## Publication originale
- Roewer, 1933 : Solifuga, Palpigrada. Dr. H.G. Bronn's Klassen und Ordnungen des Thier-Reichs, wissenschaftlich dargestellt in Wort und Bild. Akademische Verlagsgesellschaft M. B. H., Leipzig. Fünfter Band: Arthropoda; IV. Abeitlung: Arachnoidea und kleinere ihnen nahegestellte Arthropodengruppen, vol. 2/3, p. 161–480 (texte intégral).